# 埼玉協同病院
埼玉協同病院（さいたまきょうどうびょういん）は、医療生協さいたま生活協同組合が埼玉県川口市木曽呂に設置する病院。

## 概要
救急告示病院であり、多数の救急搬送を受け入れ埼玉県知事より救急診療への貢献で表彰される(2006年、2017年)。埼玉県がん診療指定病院。公益財団法人日本医療機能評価機構、NPO法人卒後臨床研修評価機構の認定病院である。全日本民主医療機関連合会(民医連)に加盟している。同一敷地内に埼玉県民主医療機関連合会の事務局を置く。
また、傘下に「ふれあい生協病院」（川口市木曽呂）、「さいわい診療所」（川口市西青木）、「川口診療所」（川口市仲町）などを有する。

## 沿革
- 1978年　診療開始。74床(132床まで順次拡張)(内科,循環器科,消化器科,呼吸器科,小児科,外科,整形外科,放射線科,病理科)
- 1979年　連続血管造影撮影装置導入  基準看護［特Ⅱ］承認
- 1980年　『健康まつり』はじまる　以降毎年開催  脳神経外科（脳卒中・脳神経科）増設
- 1981年　重症6病室増床(138床)  管理棟を病棟に改造(180床) CT(全身)導入
- 1982年　医療問題懇談会発足（毎月定例開催し現在は事業所利用委員会となる）  糖尿病教育入院開始
- 1983年　産婦人科増設　皮膚科増設　南棟増築し243床となる  「うぶ声学校」家族参加の出産前教育開始
- 1984年　産婦人科病棟稼働、２階南病棟稼働  麻酔科増設
- 1985年　眼科、精神科、神経内科、理学診療科増設
- 1986年　埼玉中央医療生協創立10周年記念集会  ２次救急指定病院
- 1987年　耳鼻咽喉科増設
- 1988年　開院10周年記念『病院祭』開催
- 1989年　第1回患者会交流集会開催　年一回の定例  南棟増築315床となる
- 1991年　泌尿器科増設  埼玉中央・所沢・熊谷・行田・入間・秩父の６医療生協が合併調印
- 1992年　暮らしを生き生き科学する「保健学会」開催(年1回の定例開催)
- 1993年　自動再来受付機・カルテピッカー導入  組合員・患者・職員の『医療懇談会』開催 (以降地域開催の医療懇談会となる) 　 看護学校実習病院指定病院となる
- 1994年　厚生省臨床研修指定病院取得
- 1995年　診療情報室設置（厚生省静態・動態調査をはじめ外来出口調査開始）  院外処方箋開始（地域保険薬局との連携による）  新看護体系2:1、在宅看護科開設  阪神・淡路大震災への支援(職員50名)
- 1996年　C館増改築完成345床となる  ヘリカルCT導入  近隣の医療機関との連携強化「開業医との懇談会」開始（年2回定例）
- 1997年　糖尿病2泊3日学習入院開始  トータルヘルスプロモーション(THP事業)開始  腎透析20床稼働  精神科デイケア、リハビリ総合Ⅰ認定  全職種参加「症例検討会」年に4～6回開催
- 1999年　開院20周年記念「健康まつり」開催  糖尿病「はじめ君」「慢性疾患」外来の開始  在宅医療科の設置（訪問診察・往診・緊急訪問・居宅支援事業）  法的対応の「カルテ開示｣開始   老人保健施設みぬま併設
- 2000年　透析21床から30床に増床  地域連携課の設置　倫理委員会発足 オーダリングシステム開始
- 2001年　 禁煙外来開始　当日受け入れ病床および回復期リハビリ病床の試行開始　病院版医療機能評価実施　日本型ＤＲＧ/ＰＰＳ調査協力病院
- 2002年　ケアセンターきょうどう合併設立  病院より「居宅支援事業・ヘルパーステーション」分離  外来化学療法、リハ総合実施計画、言語聴覚療法Ⅱ（施設認定） ISO9001登録認証
- 2003年　ISO14001認証(法人)　回復期リハビリテーション病棟開設　D館竣工(401床へ) 　いき息外来（SAS睡眠時無呼症候群）開始
- 2004年　尿管結石破砕装置(ESWL)導入  地域医療連携室の設置　電子カルテ開始　敷地内全面禁煙  CI(クリニカルインディケーター)開始
- 2005年　新人助産師臨床実践能力向上推進事業指定病院
- 2006年　プライバシーマーク取得　一般351床、回復期リハ50床、療養病棟50床に変更　一般病棟7:1看護体制へ  CT更新（40列マルチスライスCT導入） 川口市小児2次救輪番定病院参加　フットケア外来開始　看護外来開始 　全病棟・外来2交替勤務　救急診療への貢献で知事表彰
- 2007年　看護育成室の設置　産婦人科、小児科後期研修、「家庭医」後期研修受け入れ　MRSA院内感染事例発生　院内感染防止特別学習（10月～11月）
- 2008年　入退院管理委員会(BCC)発足、病床利用率の向上　 第1回川口脳卒中地域連携研究会参加
- 2009年　病院開設30周年記念式典　F館竣工、新手術室・化学療法室
- 2010年　卒後臨床研修評価機構受審、認証　NPT再検討会議に代表団派遣　「臓器移植法改正を考える」公開倫理委員会開催
- 2011年　内科急患外来開始　東日本大震災復興支援（医療支援等）98名　ICU開設　教育研修センター（SKYMET）の開設　患者閲覧用電子カルテ「マイかるて」運用開始　MRI増設（3.0テスラ、既存1.5テスラとあわせて２台目)　救急車受入が年間3000件を突破
- 2012年　緊急連絡安否確認システム導入　暴言・暴力事例集発行・手順・マニュアルの改訂　外来患者番号呼出開始  体外衝撃波結石破砕装置(ESWL)更新
- 2013年　緩和ケア病棟開設　超音波内視鏡導入　HPH国際ネットワーク加盟  医療被爆低減施設認定  透析機器更新
- 2014年　ICUからHCUへ変更  WHO HPH認定プログラムへの参加（2014年から2016年）  総合サポートセンター、クオリティマネジメントセンター、HPH推進センター開設  新電子カルテ全面稼働・自動精算機・再来受付機の導入
- 2015年　NPT再検討会議に職員4名派遣　がん診療指定病院(埼玉県指定)　無料低額診療事業の開始　病児・病後児保育室の開設　スキルスラボの開設
- 2016年　B型肝炎対策チームを発足、埼玉弁護団と協同の取り組み開始  WHO HPH認定プログラムゴールドレベル評価　ペインクリニック開始  2台目のCTとして64列CTを導入　採血センターの移設拡大　外来多目的トイレ増設
- 2017年　第1回外国人医療相談会開催　医師アシスト課設置　看護サポート夜勤開始　救急診療への貢献で知事表彰　フードドライブ開始、その後「フードバンク埼玉」登録　MRI更新（3.0テスラ2台運用開始）
- 2018年　25000人目出産（1月）  関節治療センター開設、再生医療開始　耳鼻科手術再開　お元気ですか訪問＆なんでも相談会
- 2019年　第1回医療活動交流集会開催　手術室増室　399床へ変更　法人通常総代会においてリニューアル及び「在宅療養支援病院」建設計画承認される  眼科手術再開　手術支援ロボットNAVIOサージカルシステム(整形外科)の導入　26,000人目出産
- 2023年　8月14日に、敷地内に地域包括ケア及び緩和ケアを目的とした「ふれあい生協病院」が開業[8]。施行は、竹中工務店[9]。

## 診療科
(この節の出典)
- 内科
- 精神科
- 神経内科
- 呼吸器科
- 消化器科
- 循環器科
- 小児科
- 外科
- 整形外科
- 皮膚科
- 泌尿器科
- 産婦人科
- 眼科
- 耳鼻咽喉科
- リハビリテーション科
- 放射線科
- 麻酔科
- 脳神経外科
- 乳腺外科
- 糖尿病内科

## 医療機関の認定
(この節の出典)
- 保険医療機関
- 労災保険指定医療機関
- 指定自立支援医療機関（更生医療）
- 指定自立支援医療機関（育成医療）
- 指定自立支援医療機関（精神通院医療）
- 身体障害者福祉法指定医の配置されている医療機関
- 精神保健指定医の配置されている医療機関
- 生活保護法指定医療機関
- 結核指定医療機関
- 指定養育医療機関
- 指定小児慢性特定疾病医療機関
- 難病の患者に対する医療等に関する法律に基づく指定医療機関
- 原子爆弾被害者医療指定医療機関
- 原子爆弾被害者一般疾病医療取扱医療機関
- 公害医療機関
- 母体保護法指定医の配置されている医療機関
- 臨床研修病院（基幹型[11]）
- 臨床修練病院等
- 特定疾患治療研究事業委託医療機関
- DPC対象病院
- 無料低額診療事業実施医療機関
- このほか、各種法令による指定・認定病院であるとともに、各学会の認定施設でもある。

## 特徴
病院の理念により、差額ベッド料（個室料）を徴収していない。

## 関連人物
- 肥田舜太郎(医師) - 当院院長を務めた。
- 増田 剛(医師) - 1987年山梨医科大学（現：山梨大学医学部）卒業。当院院長。全日本民主医療機関連合会会長を務める（2020年2月22日、第44回定期総会で選出）。

## 交通アクセス
(この節の出典)
- JR京浜東北線「川口駅」から
  - 国際興業バス：東口7番乗り場より｢川19｣または｢川20｣系統乗車約25分、「木曽呂」停留所下車徒歩約10分
- JR京浜東北線「西川口駅」から
  - 国際興業バス：東口1番乗り場より｢西川07-3｣系統乗車約25分、「木曽呂」停留所下車徒歩約10分
- JR武蔵野線「東浦和駅」「東川口駅」より無料送迎バスを運行している。(詳細)

## 周辺
- 埼玉県立川口北高等学校
- 埼玉学園大学
- 川口短期大学

## 関連施設
- 埼玉西協同病院 - 埼玉県所沢市。
- 熊谷生協病院 - 埼玉県熊谷市。
- 秩父生協病院 - 埼玉県秩父市。